# Sticherus vestitus
Sticherus vestitus är en ormbunkeart som först beskrevs av Bl., och fick sitt nu gällande namn av Ren-Chang Ching. Sticherus vestitus ingår i släktet Sticherus och familjen Gleicheniaceae. Inga underarter finns listade.